# Copa do Mundo de Basquetebol Feminino de 2022
A Copa do Mundo de Basquetebol Feminino de 2022 foi a décima nona edição do principal torneio de basquetebol para seleções nacionais femininas organizado pela Federação Internacional de Basquetebol (FIBA). O torneio ocorreu entre os dias 22 de setembro e 1 de outubro, na cidade de Sydney, na Austrália.
Os Estados Unidos defenderam o título e sagraram-se campeão pela 11ª vez ao derrotar a China na final.

## Sedes
| Sydney             | Sydney              | Sydney |
| Sydney Super Dome  | State Sports Centre | Sydney |
| Capacidade: 21 032 | Capacidade: 5 006   | Sydney |
|                    |                     | Sydney |

### Escolha da sede
Austrália e Rússia foram as duas únicas federações que se candidataram ao torneio. A decisão foi tomada em 26 de março de 2020 durante uma videoconferência.

## Qualificação
A Austrália como anfitriã se classificou automaticamente para o torneio em março de 2020.Todas as outras equipes se classificarão por meio de torneios classificatórios, depois de terminarem como as melhores equipes durante o torneio regional. Um total de 12 equipes jogarão nesses torneios pelas vagas restantes.
Em 1 de março de 2022, a Rússia foi retirada do torneio pela FIBA devido à invasão da Ucrânia e Porto Rico foi nomeado como sua substituta em 18 de maio de 2022. A Nigéria se retirou em junho de 2022 e foi substituída por Mali.
| Qualificação                     | Anfitrião      | Datas                             | Vagas | Seleções qualificadas                 |
| -------------------------------- | -------------- | --------------------------------- | ----- | ------------------------------------- |
| País sede                        | —              | 26 de março de 2020               | 1     | Austrália                             |
| Jogos Olímpicos de Verão de 2020 | Japão          | 26 de julho – 8 de agosto de 2021 | 1     | Estados Unidos                        |
| Torneio de qualificação          | Sérvia         | 10 a 13 de fevereiro de 2022      | 2     | Coreia do Sul · Sérvia                |
| Torneio de qualificação          | Sérvia         | 10 a 13 de fevereiro de 2022      | 3     | China · França · Nigéria · Mali       |
| Torneio de qualificação          | Japão          | 10 a 13 de fevereiro de 2022      | 3     | Bósnia e Herzegovina · Canadá · Japão |
| Torneio de qualificação          | Estados Unidos | 10 a 13 de fevereiro de 2022      | 2     | Bélgica · Rússia · Porto Rico         |

## Sorteio
A cerimônia oficial do sorteio ocorreu em 3 de março de 2022, em Sydney.
| Pote 1                                                                                   | Pote 2                                                                                                   |
| ---------------------------------------------------------------------------------------- | --- |
| - Estados Unidos (1) - Austrália (3) - Canadá (4) - Bélgica (5) - França (6) - China (7) | - Japão (8) - Sérvia (10) - Coreia do Sul (13) - Porto Rico (17) - Bósnia e Herzegovina (26) - Mali (37) |

## Fase de grupos
Todos os horários são locais (UTC+11).
|  | Equipes classificadas |
|  | Equipes eliminadas    |

### Grupo A
| Pos | Seleção              | Pts | PJ | PG | PP | PF | PS | SP |
| --- | -------------------- | --- | -- | -- | -- | -- | -- | -- |
| 1.ª | Bélgica              | 0   | 0  | 0  | 0  | 0  | 0  | 0  |
| 2.ª | Bósnia e Herzegovina | 0   | 0  | 0  | 0  | 0  | 0  | 0  |
| 3.ª | China                | 0   | 0  | 0  | 0  | 0  | 0  | 0  |
| 4.ª | Coreia do Sul        | 0   | 0  | 0  | 0  | 0  | 0  | 0  |
| 5.ª | Estados Unidos       | 0   | 0  | 0  | 0  | 0  | 0  | 0  |
| 6.ª | Porto Rico           | 0   | 0  | 0  | 0  | 0  | 0  | 0  |

Fonte: FIBA
Regras para classificação: 1) Pontos; 2) Confrontos diretos; 3) Diferença de pontos; 4) Pontos feitos.

### Grupo B
| Pos | Seleção   | Pts | PJ | PG | PP | PF | PS | SP |
| --- | --------- | --- | -- | -- | -- | -- | -- | -- |
| 1.ª | Austrália | 0   | 0  | 0  | 0  | 0  | 0  | 0  |
| 2.ª | Canadá    | 0   | 0  | 0  | 0  | 0  | 0  | 0  |
| 3.ª | França    | 0   | 0  | 0  | 0  | 0  | 0  | 0  |
| 4.ª | Japão     | 0   | 0  | 0  | 0  | 0  | 0  | 0  |
| 5.ª | Mali      | 0   | 0  | 0  | 0  | 0  | 0  | 0  |
| 6.ª | Sérvia    | 0   | 0  | 0  | 0  | 0  | 0  | 0  |

Fonte: FIBA
Regras para classificação: 1) Pontos; 2) Confrontos diretos; 3) Diferença de pontos; 4) Pontos feitos.

## Fase final
Um sorteio definirá os confrontos das quartas de final.

### Esquema
|  | Quartas de Final | Quartas de Final |                |  | Semifinais | Semifinais |  |  | Final        | Final |
|  |                  |                  |                |  |            |            |  |  |              |       |
|  | 29 de setembro   |                  |                |  |            |            |  |  |              |       |
|  |                  |                  |                |  |            |            |  |  |              |       |
|  |                  |                  |                |  |            |            |  |  |              |       |
|  | 30 de setembro   |                  |                |  |            |            |  |  |              |       |
|  |                  |                  |                |  |            |            |  |  |              |       |
|  |                  |                  |                |  |            |            |  |  |              |       |
|  | 29 de setembro   |                  |                |  |            |            |  |  |              |       |
|  |                  |                  |                |  |            |            |  |  |              |       |
|  |                  |                  |                |  |            |            |  |  |              |       |
|  |                  |                  | 1 de outubro   |  |            |            |  |  |              |       |
|  |                  |                  |                |  |            |            |  |  |              |       |
|  |                  |                  |                |  |            |            |  |  |              |       |
|  | 29 de setembro   |                  |                |  |            |            |  |  |              |       |
|  |                  |                  |                |  |            |            |  |  |              |       |
|  |                  |                  |                |  |            |            |  |  |              |       |
|  | 30 de setembro   |                  |                |  |            |            |  |  |              |       |
|  |                  |                  |                |  |            |            |  |  |              |       |
|  |                  |                  | Terceiro lugar |  |            |            |  |  |              |       |
|  | 29 de setembro   |                  |                |  |            |            |  |  |              |       |
|  |                  |                  |                |  |            |            |  |  |              |       |
|  |                  |                  |                |  |            |            |  |  |              |       |
|  |                  |                  |                |  |            |            |  |  |              |       |
|  |                  |                  |                |  |            |            |  |  |              |       |
|  |                  |                  |                |  |            |            |  |  |              |       |
|  |                  |                  |                |  |            |            |  |  | 1 de outubro |       |
|  |                  |                  |                |  |            |            |  |  |              |       |